# 89e méridien est
En géographie, le 89e méridien est est le méridien joignant les points de la surface de la Terre dont la longitude est égale à 89° est.

## Géographie

### Dimensions
Comme tous les autres méridiens, la longueur du 89e méridien correspond à une demi-circonférence terrestre, soit 20 003,932 km. Au niveau de l'équateur, il est distant du méridien de Greenwich de 9 907 km,.
Avec le 91e méridien ouest, il forme un grand cercle passant par les pôles géographiques terrestres.

### Régions traversées
En commençant par le pôle Nord et descendant vers le sud au pôle Sud, Le 89e méridien est passe à travers:
| Coordonnées          | Pays, territoire ou mer | Notes |
| -------------------- | ----------------------- | --- |
| 90° 00′ N, 89° 00′ E | Océan Arctique          | |
| 81° 09′ N, 89° 00′ E | Mer de Kara             | |
| 77° 08′ N, 89° 00′ E | Russie                  | Kraï de Krasnoïarsk — Îles Sergueï Kirov |
| 76° 58′ N, 89° 00′ E | Mer de Kara             | |
| 75° 26′ N, 89° 00′ E | Russie                  | Kraï de Krasnoïarsk Oblast de Tomsk — à partir de 57° 58′ N, 89° 00′ E Kraï de Krasnoïarsk — à partir de 57° 30′ N, 89° 00′ E Oblast de Kemerovo — à partir de 56° 18′ N, 89° 00′ E Kraï de Krasnoïarsk — à partir de 55° 41′ N, 89° 00′ E Khakassie — à partir de 55° 19′ N, 89° 00′ E Oblast de Kemerovo — à partir de 54° 18′ N, 89° 00′ E Khakassie — à partir de 53° 41′ N, 89° 00′ E Oblast de Kemerovo — à partir de 53° 17′ N, 89° 00′ E Khakassie — à partir de 53° 04′ N, 89° 00′ E Oblast de Kemerovo — à partir de 52° 58′ N, 89° 00′ E Khakassie — à partir de 52° 32′ N, 89° 00′ E Le Touva — à partir de 51° 34′ N, 89° 00′ E République de l'Altaï — à partir de 51° 11′ N, 89° 00′ E |
| 49° 29′ N, 89° 00′ E | Mongolie                | |
| 48° 04′ N, 89° 00′ E | Chine                   | Xinjiang Tibet — à partir de 36° 19′ N, 89° 00′ E |
| 27° 30′ N, 89° 00′ E | Bhoutan                 | |
| 26° 56′ N, 89° 00′ E | Inde                    | Bengale Occidental |
| 26° 25′ N, 89° 00′ E | Bangladesh              | Sur environ 13 km |
| 26° 18′ N, 89° 00′ E | Inde                    | Bengale Occidental - sur environ 7 km |
| 26° 14′ N, 89° 00′ E | Bangladesh              | |
| 25° 19′ N, 89° 00′ E | Inde                    | Bengale Occidental - sur environ 4 km |
| 25° 16′ N, 89° 00′ E | Bangladesh              | |
| 22° 28′ N, 89° 00′ E | Inde                    | Bengale Occidental - sur environ 6 km |
| 22° 25′ N, 89° 00′ E | Bangladesh              | Sur environ 11 km |
| 22° 19′ N, 89° 00′ E | Inde                    | Bengale Occidental |
| 21° 37′ N, 89° 00′ E | Océan Indien            | |
| 60° 00′ S, 89° 00′ E | Océan Austral           | |
| 66° 20′ S, 89° 00′ E | Antarctique             | Territoire antarctique australien revendiqué par Australie |